# Trolejbusy w Oszu
Trolejbusy w Oszu − system komunikacji trolejbusowej w Oszu w Kirgistanie.
Trolejbusy w Oszu uruchomiono 1 listopada 1977. Jest to drugi uruchomiony system trolejbusowy w Kirgistanie po Biszkeku. Obecnie w mieście działają dwie linie o łącznej długości 46 km, a budowana jest trzecia linia. W mieście funkcjonuje jedna zajezdnia trolejbusowa.

## Linie
- trasa linii nr 1:Студгородок - Манас Ата
- trasa linii nr 2:Студгородок - Автовокзал
- trasa linii nr 3:Студгородок - Айтиева (linia w trakcie budowy)

## Tabor
W Oszu eksploatowane są trolejbusy ZiU-682 w liczbie 23 sztuk:
| typ                | sztuk |
| ------------------ | ----- |
| ZiU-682G-018 [G0R] | 8     |
| ZiU-682V           | 6     |
| ZiU-682V-012 [V0A] | 5     |
| ZiU-682V [V00]     | 3     |
| ZiU-682G-*         | 1     |